# Louisa (Kentucky)
Pour les articles homonymes, voir Louisa.
La ville de Louisa est le siège du comté de Lawrence, dans l'État du Kentucky, aux États-Unis. Sa population s’élevait à 2 467 habitants lors du recensement de 2010, estimée à 2 473 habitants en 2016.